# Пибор
Пибор Пост је град у вилајету Џонглеј у југоисточном делу Јужног Судана. Налази је на реци Пибор на око 200 километара од града Бор. У близини града се налази локални аеродром.